# Otjisumeit
Otjisumeit ist ein sehr selten vorkommendes Mineral aus der Mineralklasse der „Silikate und Germanate“ (ehemals Oxide und Hydroxide). Es kristallisiert im triklinen Kristallsystem mit der chemischen Formel PbGe4O9, ist also chemisch gesehen ein Blei-Germanat.
Otjisumeit bildet idiomorphe, pseudohexagonale, mehr oder weniger stark nach der c-Achse [001] gestreckte Kristalle bis zu maximal 1 mm Länge und weniger als 0,1 mm Durchmesser, die einen langsäuligen bis nadeligen Habitus aufweisen oder auch faserig ausgebildet sind. Sie sind meist zu radialstrahligen Aggregaten verwachsen. Das Mineral wurde – zusammen mit Chalkosin, Siderit und Schaurteit – in kleinen Hohlräumen in korrodiertem Germanit-Renierit-Tennantit-Erz in der Tsumeb Mine im Norden Namibias gefunden.

## Etymologie und Geschichte

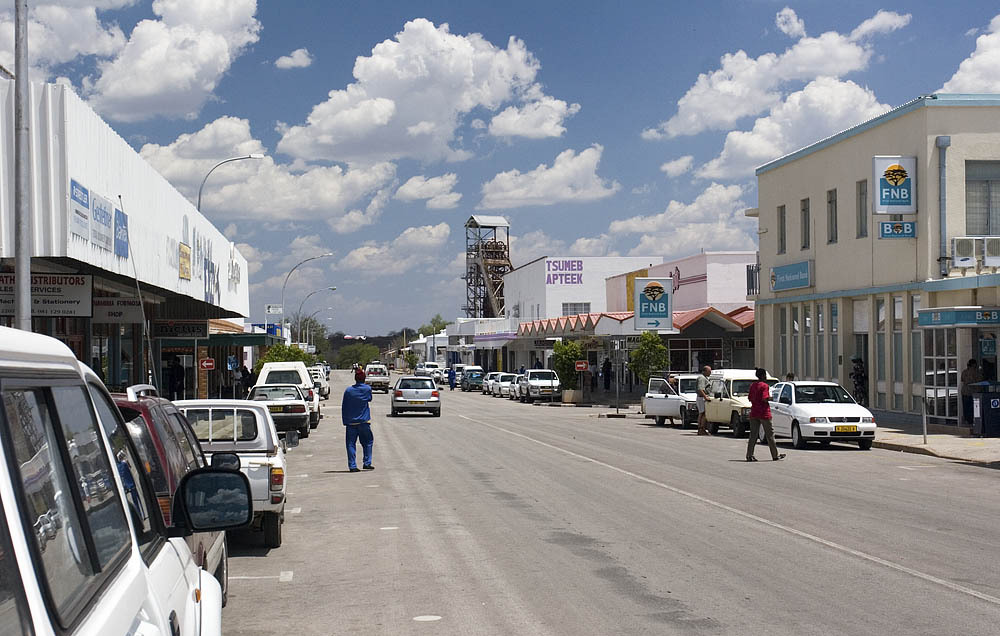
Downtown Tsumeb. Der Otjiherero-Ausdruck „Otjisume“ für Tsumeb lieferte den Namen für das Mineral Otjisumeit.

Als Entdecker des Otjisumeit gilt Bruno Herrmann Geier (1902–1987), der ehemalige Chefmineraloge der Tsumeb Corporation, dem das Mineral unter anderen Stufen aus Tsumeb schon Mitte der 1970er Jahre aufgefallen war. Entsprechende Untersuchungen an Material, welches der Mineraliensammler Walter Richard Kahn zur Verfügung gestellt hatte, führten zur Feststellung des Vorliegens eines neuen Minerals, welches 1978 von der International Mineralogical Association (IMA) unter der Nummer „IMA 1978-080“ anerkannt und 1981 von einem deutsch-US-amerikanischen Forscherteam mit Paul Keller, Heinz Hess und Pete J. Dunn im deutschen Wissenschaftsmagazin „Neues Jahrbuch für Mineralogie, Monatshefte“ als Otjisumeit beschrieben wurde.
Benannt wurde das Mineral nach dem Fundort Tsumeb, der in der Sprache der Herero, dem Otjiherero, „Otjisume“ lautet, was „Platz der Frösche“ oder auch „Platz der grünen Algen“ bedeutet.
Typmaterial des Minerals befindet sich im Archiv der Universität Stuttgart in der „Mineralogischen Sammlung von Professor Keller“ (Register-Nr. TM-78.80-TI-(B76) am Standort 0/824-s27/2, Holotyp) sowie im zur Smithsonian Institution gehörenden National Museum of Natural History, Washington, D.C. (Register-Nr. 145746, 149053, Cotyp).

## Klassifikation
In der mittlerweile veralteten, aber noch gebräuchlichen 8. Auflage der Mineralsystematik nach Strunz gehörte der Otjisumeit zur Mineralklasse der „Oxide und Hydroxide“ und dort zur Abteilung der „Oxide mit dem Stoffmengenverhältnis Metall : Sauerstoff = 2 : 3“, wo er zusammen mit Bartelkeit, Batiferrit, Haggertyit, Hawthorneit, Hibonit, Lindqvistit, Magnetoplumbit, Nežilovit, Plumboferrit, Yimengit und Zenzénit die Magnetoplumbit-Gruppe mit der System-Nr. IV/C.08 bildete.
Die seit 2001 gültige und von der International Mineralogical Association (IMA) verwendete 9. Auflage der Strunz’schen Mineralsystematik ordnet den Otjisumeit dagegen in die Klasse der „Silikate und Germanate“ und dort in die Abteilung der „Germanate“ ein. Hier ist er als einziges Mitglied der unbenannten Gruppe 9.JA.15 innerhalb der bisher ebenfalls unbenannten Unterabteilung „A“ zu finden.
Die vorwiegend im englischen Sprachraum gebräuchliche Systematik der Minerale nach Dana ordnet den Otjisumeit wie die veraltete Strunz’sche Systematik in die Klasse der „Oxide und Hydroxide“, dort allerdings in die Abteilung der „Mehrfachen Oxide“ ein. Hier ist er einziges Mitglied der unbenannten Gruppe 07.10.03 innerhalb der Unterabteilung der „Mehrfachen Oxide“ zu finden.

## Chemismus
Mikrosondenanalysen an Otjisumeit führten zu Gehalten von 35,5 % PbO und 64,7 % GeO2. Auf der Basis von 9 Sauerstoffatomen pro Formeleinheit ergab sich daraus die empirische Formel Pb2+1,03Ge4+3,99O9, die zu PbGe4O9 idealisiert wurde und Gehalte von 34,8 % PbO und 65,2 % GeO2 verlangt.
Es existiert eine synthetische Verbindung mit der identischen Zusammensetzung PbGe4O9, die aber hexagonale Struktur aufweist, womit es sich um einen Polymorph des Otjisumeits handelt. Möglicherweise stellt Otjisumeit die Tieftemperaturmodifikation dieser hexagonalen synthetischen Phase dar.

## Kristallstruktur
Otjisumeit kristallisiert triklin in der Raumgruppe P1 (Raumgruppen-Nr. 1) oder P1 (Nr. 2) mit den Gitterparametern a = 6,945 Å; b = 6,958 Å; c = 9,279 Å; α = 102,94°; β = 103,05° und γ = 114,77° sowie zwei Formeleinheiten pro Elementarzelle.
Die Struktur des Otjisumeits ist noch ungeklärt. Der synthetische hexagonale Polymorph des Otjisumeits ist isotyp zu hexagonalem Benitoit, d. h., er kristallisiert mit der gleichen Struktur wie Benitoit.

## Eigenschaften

### Morphologie
Otjisumeit findet sich in idiomorphen, mehr oder weniger stark nach der c-Achse [001] gestreckten Kristallen, die maximal 1,0 mm lang sind und Durchmesser von weniger als 0,3 mm besitzen. Der Kristallhabitus der pseudohexagonalen Kristalle ist langsäulig bis nadelig, oft sind sie auch faserig ausgebildet. Charakteristisch ist eine Verwachsung zu garben- und büschelförmigen bis radialstrahligen Aggregaten. Die pseudohexagonalen Formen der Otjisumeitkristalle konnten nicht indiziert werden, weil sie für eine optische Vermessung zu klein waren.

### Physikalische und chemische Eigenschaften
Otjisumeitkristalle sind farblos oder weiß, ihre Strichfarbe ist dagegen immer weiß. Die Oberflächen der je nach Färbung wasserklar-durchsichtigen bis durchscheinenden Kristalle zeigen einen deutlichen halbdiamantartigen bzw. fettartigen Glanz.
Die Kristalle des Otjisumeits zeigen eine undeutliche Spaltbarkeit nach {001}. Das Mineral weist eine Mohshärte von ≈ 3 auf und gehört damit zu den mittelharten Mineralen, die sich ähnlich wie das Referenzmineral Calcit mit einer Kupfermünze ritzen lassen. Gemessene Werte für die Dichte des Otjisumeits existieren nicht, die berechnete Dichte für das Mineral beträgt 5,77 g/cm³.
Otjisumeit ist in heißer Salpetersäure HNO3 gut löslich.

## Bildung und Fundorte
Otjisumeit entsteht als typische Sekundärbildung im stark korrodierten Germaniumerz einer in Carbonatgesteinen sitzenden komplexen Cu-Pb-Zn-Lagerstätte. Blei und Germanium stammen dabei aus der Zersetzung primärer Germanium-Erze sowie sulfidischer Erzminerale wie Germanit, Renierit, Tennantit und Galenit. Begleitminerale in den Zersetzungshohlräumen sind unter anderem Germanit, Renierit, Tennantit und Galenit sowie Chalkosin, Schaurteit, Siderit, Calcit, Gips und Quarz. Ursprünglich waren nur zwei Stufen mit Otjisumeit bekannt, deren genauer Fundort in der Tsumeb Mine nicht zu lokalisieren war. Die Altersfolge der auf einer der beiden Stufen identifizierten Minerale ist Erz → Siderit → Otjisumeit → Schaurteit. Bei der anderen Probe wurde kein Schaurteit festgestellt. Hier ist die Altersfolge: Erz → Chalkosin → Siderit → Otjisumeit. Später wurde Otjisumeit auch bei der Erstbeschreibung von Calvertit, Gallobeudantit und Galloplumbogummit identifiziert und gehört damit zur Paragenese der Typstufen dieser drei Minerale.
Als sehr seltene Mineralbildung konnte Otjisumeit bisher (Stand 2016) nur von einem Fundpunkt beschrieben werden. Seine Typlokalität ist die weltberühmte Cu-Pb-Zn-Ag-Ge-Cd-Lagerstätte der „Tsumeb Mine“ (Tsumcorp Mine) in Tsumeb, Region Oshikoto, Namibia. Der genaue Fundpunkt innerhalb der „Tsumeb Mine“ ist nicht bekannt.

## Verwendung
Otjisumeit ist aufgrund seiner Seltenheit nur für Mineralsammler interessant.